# Trichomonochamus basilewskyi
Trichomonochamus basilewskyi là một loài bọ cánh cứng trong họ Cerambycidae.